# Kamal Dehane
Kamal Dehane, nascut el 1954 a Alger, és un director de cinema belga-algerià.

## Biografia
Nascut el 19 de setembre de 1954 a Alger, Kamal Dehane va estudiar cinema a l'INSAS de Brussel·les, on viu. Professor de producció a l'INSAS. El 1984 va dirigir el seu primer curtmetratge de ficció, Nejma, després es va dedicar al documental. El 1989 va dirigir Kateb Yacine, l'amour et la révolution; el 1992, Femmes d'Alger (premiada en diversos festivals); el 1993, Assia Djebar, entre ombre et soleil (Premi de la Crítica als Festival de Cinema de Cartago 1992, Tunísia); el 1994, Mon pays au matin calme i, el 1995, Les Lobbies sortent de l'ombre. Les Suspects (2003) és el seu primer llargmetratge de ficció.

## Filmografia
- 1984 : Le Théâtre brut (documental)
- 1984 : Nejma  (curtmetratge)
- 1988 : Kateb Yacine, l'amour et la révolution (documental)
- 1989 : Otomar Krejča, Un Théâtre d'un Printemps à l'autre (documental)
- 1991 : Assia Djebar, entre ombre et soleil (documental), Spots en stock (documental)
- 1992 : Femmes d'Alger (documental)
- 1995 : Mon pays au matin calme (documental)
- 1996 : Les lobbies sortent de l'ombre (documental)
- 1997 : Les Vigiles (llargmetratge)
- 1999 : Algérie, des enfants parlent (documental)
- 2004 : Les Suspects (llargmetratge)